# Apocephalus rionegrensis
Apocephalus rionegrensis är en tvåvingeart som beskrevs av Borgmeier 1928. Apocephalus rionegrensis ingår i släktet Apocephalus och familjen puckelflugor. Inga underarter finns listade i Catalogue of Life.